# شهرستان هلوخیف
شهرستان هلوخیف (به لاتین: Hlukhiv Raion) یک شهرستان در اوکراین است که در استان سومی واقع شده‌است. شهرستان هلوخیف ۱٬۷۰۰ کیلومتر مربع مساحت و ۲۳٬۱۳۸ نفر جمعیت دارد.